# Манометрія стравоходу

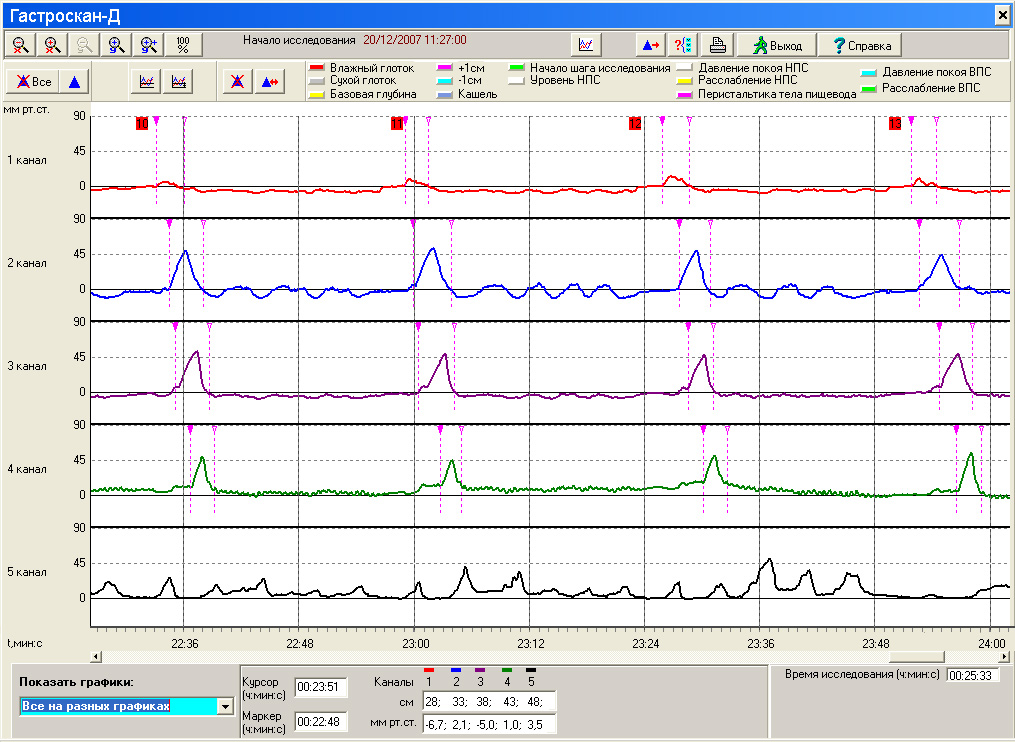
Манометрія стравоходу. Спостерігається проходження перистальтичний хвилі, викликаної ковтком води

Манометрія стравоходу (синонім езофагоманометрія) — метод функціонального дослідження стравоходу, яке дозволяє оцінити скоротливу активність стравоходу, скоординованість його перистальтики з роботою нижнього (кардіального) і верхнього (глотково-стравохідного) сфінктера.
Манометрія стравоходу використовується як діагностична процедура при хворобах стравоходу, виконується за допомогою багатоканального водно-перфузійного катетера, який вимірює тиск всередині просвіту стравоходу.
У просвіт стравоходу катетери вводяться перорально (через рот) або трансназально (через ніс). Для реєстрації та обробки виміряних результатів може використовуватися один з приладів: стаціонарна манометрична система «Поліграф-ВД» фірми Медтронік (США) або гастроманограф «Гастроскан-Д» російського підприємства «Істок-Система».

## Показання для манометрії стравоходу
Манометрія стравоходу виконується при підозрах на розлади моторики та перистальтики стравоходу, такі як ахалазії кардії, дифузний спазм стравоходу, стравохід-лускунчик, гіпертонус нижнього стравохідного сфінктера. Манометрія стравоходу проводиться у пацієнтів з симптомами, які вказують на їх зв'язок з патологією стравоходу, такими як диспепсія, дисфагія, одінофагія, некоронарний больовий синдром в грудях. Крім того, манометричне дослідження показане пацієнтам перед проведенням антирефлюксних операцій і для оцінки залученості стравоходу в системні захворювання, такі як хронічна ідіопатична псевдообструкція, системна склеродермія.

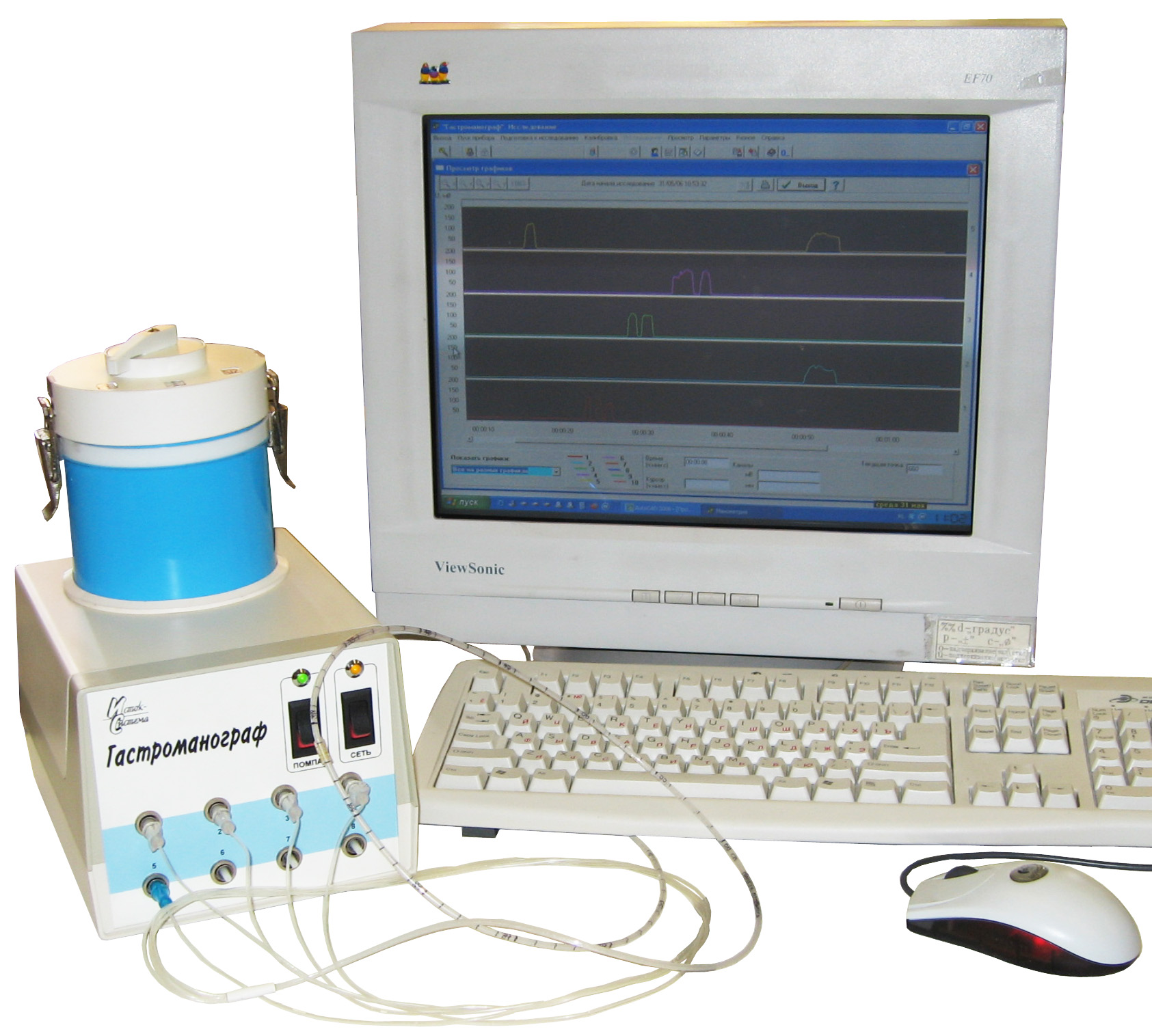
Прилад для водно-перфузійноної манометрії гастроманограф «Гастроскан-Д»

## Принцип дії водно-перфузійного катетера
Принцип роботи водно-перфузійного катетера полягає в тому, що в ньому є капіляри, які відкриваються в певних точках на поверхні катетера (порти). Кожен капіляр з'єднаний із зовнішнім датчиком тиску і водяною помпою, яка подає всередину капіляра воду зі швидкістю 0,5 мл/хв. Зміна тиску в районі порту капіляра через стовп води передається на датчик тиску і далі в реєструючий пристрій для графічного відображення. Найбільш часто використовується катетер з чотирма або вісьмома капілярами.